# Vordemwald
Vordemwald (gsw. Voremwaud) – gmina (niem. Einwohnergemeinde) w Szwajcarii, w kantonie Argowia, w okręgu Zofingen. Liczy 1 922 mieszkańców (31 grudnia 2020). Leży nad rzeką Pfaffneren.